# José Julián Sacramento Garza
José Julián Sacramento Garza (Heroica Matamoros, Tamaulipas, 21 de agosto de 1956) es un político mexicano, miembro del Partido Acción Nacional, ha sido diputado federal, senador y fue candidato del PAN a Gobernador de Tamaulipas en las Elecciones estatales de Tamaulipas de 2010.
José Julián Sacramento es Ingeniero Agrónomo egresado de la Universidad Autónoma de Nuevo León, al terminar su carrera regresó a su ciudad natal y se hizo cargo de los ranchos de su familia. Inició en actividades políticas en el año de 1980 cuando participó en la campaña de Jorge Cárdenas González, a la presidencia municipal de Matamoros, Tamaulipas y quien posteriormente se convirtió en su suegro. Trabajó en el trienio municipal de 1990-1992, y en el trienio municipal de 1996-1999. Se afilió miembro activo del Partido Acción Nacional en 1995. 
Ha ocupado los cargos de director general de Fomento Agropecuario, de Recursos Humanos y oficial mayor del Ayuntamiento 
de Matamoros, Tamaulipas durante la administración de Ramón Antonio Sampayo Ortiz, en 2003 fue elegido diputado federal plurinominal a la LIX Legislatura. En 2006 fue elegido por mayoría senador de la República por el estado de Tamaulipas para el periodo de ese año a 2012.
Hacia finales de 2009 comenzó a ser mencionado como uno de los posibles precandidatos del PAN a la gubernatura en 2010, y el 22 de noviembre del mismo año recibió el apoyo público del senador Santiago Creel Miranda. El 18 de febrero de 2010 el comité ejecutivo nacional del PAN lo eligió formalmente como candidato a gobernador de Tamaulipas.